# 寶血女子中學

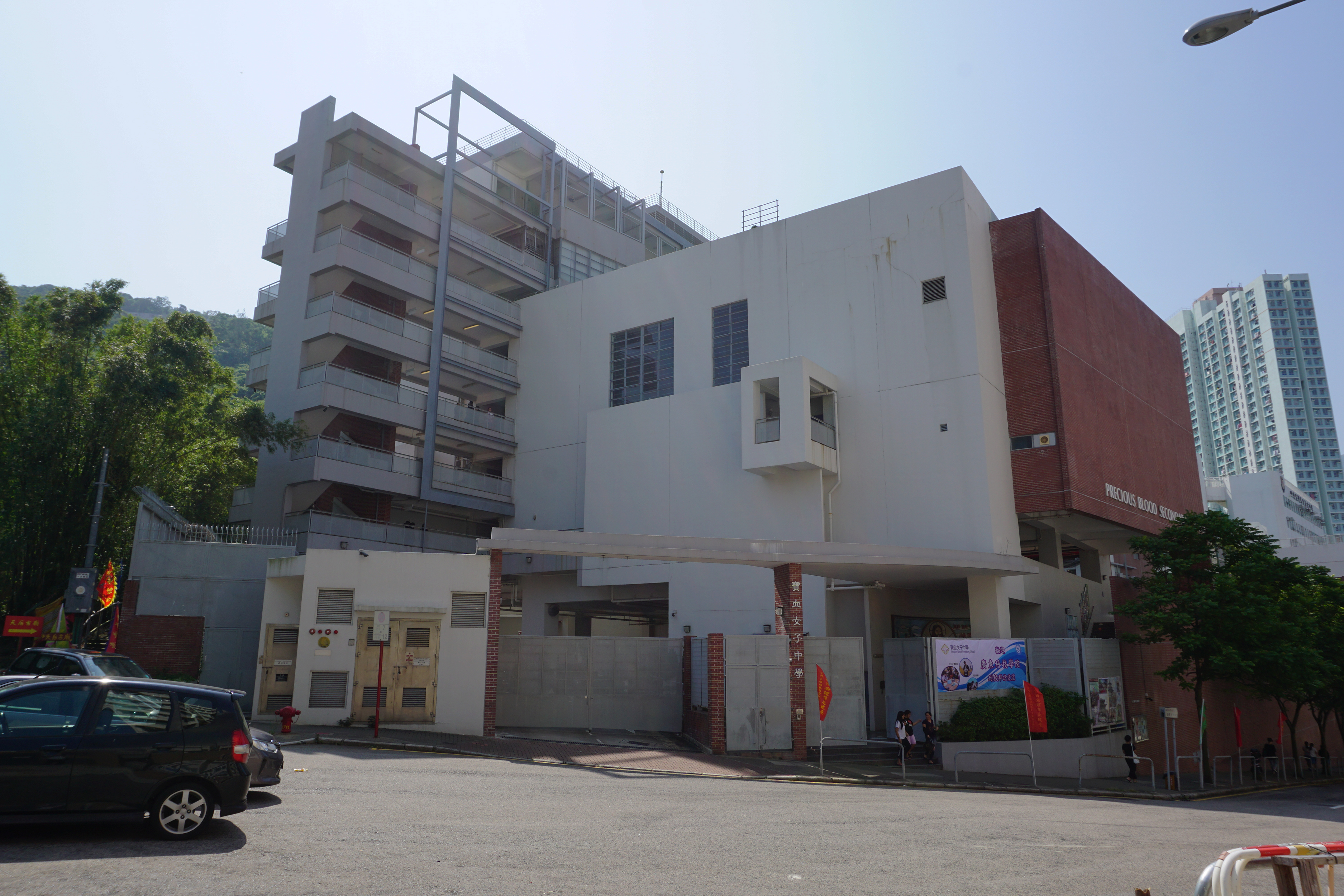
校舍東面及入口

寶血女子中學（英語：Precious Blood Secondary School）是一所位於香港東區柴灣的天主教文法女子中學，由耶穌寶血女修會於1945年創辦，屬第二組別（Band 2B）。現任校長為顏麗萍女士。上課時間表採用十天循環週制。

## 歷史
二次大戰結束，1945年8月30日英國恢復對香港行使主權後，寶血女修會的呂燃金修女在灣仔租屋辦校，名為「德貞第二女子中學」，受政府津貼，分上下午校，各班包括幼稚園至初中。7年後，於1952年擴辦高中，並遷校至北角中安台1號（現址為豪廷峰；毗鄰中安台2號聖達竇小堂（St. Jude's Chapel）），由寶血女修會出資添購中安台校舍右鄰空地建運動場，為紀念耶穌寶血之恩澤，改校名為「寶血女子中學」。
1959年，校務委任范靈枝修女繼承。在1965年改行中學五年新學制，並開設預科班。又為配合政府發展中學計劃，把北角校舍原有雨天操場舊址，改建為樓高五層的現代化校舍，1979年由15班逐漸擴展為27班。1993年開始有學生參加香港高級程度會考，預科改成二年制，全校班級擴展為29班。
由於北角第二代校舍空間仍不敷應用，此校於1990年代中獲批遷校至柴灣現址，而新校舍則於1996年3月初竣工啟用。

## 歷任校長
- 呂㜣金 修女（1945年–1959年，創校校長）
- 范靈枝 修女（1959年–？）
- 招群英 修女（約1980年代內）[5]
- 關婉芬 女士（約1990年代內）[6]
- 區綺雯 修女（1992年–2012年）[7][8]
- 張淑婉 修女（2012年–2019年）
- 杜師正 先生（2019年–2024年）
- 顏麗萍 女士（現任校長）

## 辦學宗旨
以仁愛、正義、和平的精神引導學生，並結合信仰、文化與生活，在德、智、體、群、美、靈六方面發展，達至全人教育、自我實現。

## 辦學方針
以德育為首、智育為輔、靈育為本：
- 教導學生懂得尊重自己及尊重他人
- 培養學生思考、明辨、分析、組織等能力
- 有教無類，引導他們追尋人生真、善、美的精神價值

## 班級結構
- 全校中一至中六，共18班
- 班名按次序：
  - 信（Faith）
  - 望（Hope）
  - 愛（Charity）
- 中一至中四每級有三班，愛（C）班為英文班、精英班
- 中五、中六級有三班，愛（C）班及望（H）班為英文數學班以及部分同學以英文修讀M1，信（F）班為中文數學班

## 校舍
- 現存校舍樓高6層，共有26個課室。校舍由許李嚴建築師有限公司設計，於1996年完工[3]；此外，校舍亦曾於2003-05年間加建新翼[9]。
  - 地下：停車場、金禧室、家長資源中心、保安室
  - G樓：操場、有蓋操場、校務處、小食部、學生事務辦工室、英語活動室、後花園、體育室、女更衣室、電腦室、學生會室
  - 1樓：宗教室、祈禱室、學生自修室、圖書館、校園電視台、2個教員室、禮堂、社工室
  - 2樓：8個課室、會議室、家政室、咖啡閣、健身室
  - 3樓：8個課室、禮堂樓座、訓導室、地理室、生物室
  - 4樓：7個課室、空中花園、綜合科學室、物理室、升學及就業輔導室、語言室
  - 5樓：6個課室、綜合科學室、化學室
  - 6樓：多用途場地、學生活動中心、小組會議室、教員休息室、音樂室、視覺藝術室、校史室

## 學生事務處
學生事務處為學生提供了訓輔、活動、人文教育、領袖培訓及生活教育課程等各方面的培育，好使學校能樹立純樸校風及給予學生身心成長的支援。
學生事務處有以下幾個架構組織，分別是：訓導組、生活輔導組、生涯規劃組、課外活動組、公民教育組、宗教培育組、國際視野拓展組、學生發展組和社工。

## 學生活動
- 制服團體
  - 交通安全隊
  - 紅十字青年團第104團（Youth Unit 104）
  - 女童軍
  - 更生先鋒領袖
- 學會
  - 中文學會
  - 普通話學會
  - 英文學會
  - 數學學會
  - 科學學會
  - 科技學會
  - 地理學會
  - 歷史學會
  - 經濟學會
  - 音樂學會
  - 視藝學會
  - 體育學會
- 興趣小組
  - 校園電視台
  - 古箏組
  - 燈光音響組
  - 劇社
- 服務團體
  - 圖書館服務團
  - 公益少年團
- 校隊
  - 合唱團
  - 田徑隊
  - 中樂敲擊隊
  - 舞蹈組
  - 辯論隊
  - 羽毛球隊
  - 籃球隊
  - 游泳隊
  - 乒乓球隊
  - 排球隊

## 校服
- 夏季：短袖白色恤衫，深藍及淺藍色格仔領帶及淺藍色裙
- 冬季：長恤白色恤衫，深藍及淺藍色格仔領帶及寶藍色裙

## 著名校友
政治及商業界
- 梁鳳儀：企業家及作家，勤+緣媒體創辦人、港區全國政協委員[10]
- 劉佩瓊，BBS，JP：港區全國人大代表
- 麥鄧碧儀：香港生產力促進局總裁（2010年–2017年）、香港特別行政區第六屆選舉委員會宗教界委員

教育及傳媒界
- 張敏儀，SBS，ISO，JP：前廣播處處長
- 鄭閩菁：有線電視新聞台主播
- 黃凱迪：有線新聞台外事部主管
- 張鷺玲：前now財經台高級主播
- 馮麗姝：香港城市大學應用社會科學系副教授，香港大學社會工作及社會行政學系博士
- 林沛德：前裘錦秋中學（元朗）校長、香港中華文化促進中心總幹事（1962年入讀中二，1965年中五畢業，以中學會考6A3B的成績直接入讀香港中文大學）
- 繆筆施修女：畢業於香港中文大學，主修教育，獲教育碩士，曾任小學和中學老師（曾服務寶血會伍季明紀念學校及寶血會培靈學校），曾任堂區牧職修女。2003年加入耶穌寶血女修會，學習依納爵靈修，2015年起在思維靜院接受培育，亦帶領避靜和工作坊。

演藝界
- 黃淑儀：香港女演員（1967年中五肄業）
- 吳幸美：無綫電視藝人
- 李菁：香港已故電影演員
- 陳穎欣：女子組合 Super Girls 成員
- 譚嘉荃：香港女歌手
- 林鳳：香港已故電影演員（中途退學）

## 外部連結
- 寶血女子中學官方網站 （页面存档备份，存于）

22°15′53″N 114°14′42″E / 22.2647091°N 114.2449741°E